# Haren (Limburg)
Haren is een kerkdorp van Bommershoven dat een deelgemeente is van Borgloon.

## Geschiedenis
De heerbaan van Bilzen naar Borgworm liep door het gebied waar Haren is gelegen.
Haren vormde, samen met Bommershoven, één Loonse heerlijkheid, welke in 1366 in bezit kwam van de Bisschoppelijke Tafel van het Prinsbisdom Luik. Wel vormde Haren een afzonderlijke gemeente.
Adalardus, een kleinzoon van Karel Martel, was eigenaar van een gebied waartoe ook Haren behoorde. Hij trad in 771 toe tot de abdij van Corbie, werd er abt en schonk zijn goederen aan de abdij. Corbie stichtte de kerk van Haren. Omdat Petrus patroonheilige van de abdij was, werd de kerk van Haren ook aan hem toegewijd. Het patronaatsrecht en het tiendrecht behoorden aan de Abdij, welke een proosdij in Widooie bezat. Van daar uit werd de kerk bediend door een vicaris. In 1559 droeg Charles de Bourbon, commanditaire abt van Corbie, de goederen en rechten over aan Godfried van Bocholt, die Heer van Grevenbroek was. Godfried's kleindochter verkocht de rechten aan het kapittel van de Sint-Lambertuskathedraal te Luik.
Haren was van 1971 tot 1977 ook de naam van een fusiegemeente die verder uit de dorpen Bommershoven, Piringen en Widooie bestond. Reeds in 1977 werd de nieuwe gemeente opgeheven. Bommershoven met Haren werd een deelgemeente van Borgloon terwijl Piringen en Widooie bij Tongeren werden gevoegd.

## Demografische ontwikkeling van de fusiegemeente
Alle historische gegevens hebben betrekking op de voormalige gemeente zoals ontstaan na de fusie van Bommershoven, Piringen en Widooie op 1 januari 1971.
- Bronnen:NIS, Opm:1831 tot en met 1970=volkstellingen; 1976 = inwoneraantal op 31 december

## Bezienswaardigheden
- Sint-Pieterskerk
- Vakwerkwoning aan Harenstraat 32

## Natuur en landschap
Haren ligt in Vochtig-Haspengouw, in de vallei van de Mombeek.

## Nabijgelegen kernen
Piringen, Kolmont, Zammelen, Jesseren, Bommershoven